# Al Stewart

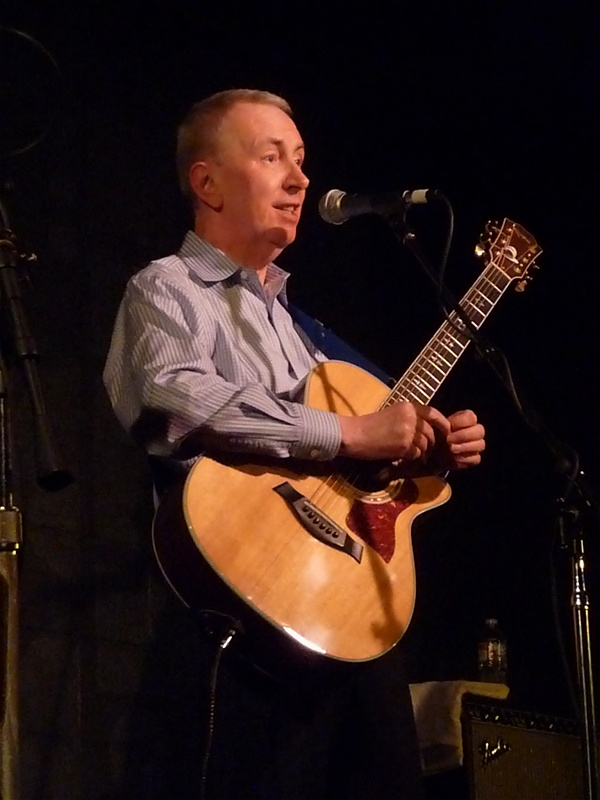
Al Stewart in 2010

Al Stewart (Glasgow, 5 september 1945) is een Schots singer-songwriter. Hij brak wereldwijd door in 1977 met het album Year of the cat en de gelijknamige single. Het album bevat ook de hit On the border.

## Biografie
Zijn eerste plaatje was de single uit 1966: The elf. Voor Year of the cat had Stewart meerdere albums gemaakt die voor het grote publiek onbekend zijn gebleven. Bedsitter images bracht Stewart bijna aan de afgrond; Love chronicles verkocht iets beter. Zero she flies uit 1970 bevat het bekende nummer A Small Fruit Song. Op het album Orange uit 1972 beschrijft Al zijn bezoek aan Amsterdam en zijn optreden in Haarlem.
Stewart zelf beschouwt zijn vijfde album Past, present and future als zijn eerste echte album. Hij werd daarop begeleid door Tim Renwick, Rick Wakeman (Yes) en Roger Taylor (Queen). De teksten bestaan voornamelijk uit een combinatie van geschiedenis en actualiteit. Stewarts zesde album Modern times uit 1975 is het eerste album onder productie van Alan Parsons. Het bestaat uit een mix van akoestische en elektrische gitaar. De teksten zijn afwisselend gebaseerd op literatuur (zoals Sirens of Titan, Kurt Vonnegut) en persoonlijke ervaringen (Not the one en Next time).
Met het tweede door Parsons geproduceerde album, Year of the cat, brak Stewart in 1976 door bij het grote publiek. Het uit 1978 daterende Time passages en de bijbehorende titelsong konden niet het succes van Year of the cat evenaren. Voor dit album werkte Stewart samen met gitarist Peter White.
In 1980 verscheen het album 24P/Carrots, gevolgd door Russians & Americans, beide zonder commercieel succes. Hierna volgden de albums Last days of the century (1988), Famous last words (1993), Between the wars (1995), Down in the cellar (2000, waarop Stewart zijn hobby's muziek en wijn combineert) en A Beach Full of Shells (2005). In 2008 verscheen zijn laatste album Sparks of Ancient Light. Stewart beweert dat dit een van zijn beste albums tot nu toe is. Zoals gebruikelijk zijn weer veel teksten gebaseerd op geschiedenis. Laurence Juber, die Stewart al eerder vergezelde op tournee, werkte aan dit album mee.
Peter White is, wegens succesvolle solo-optredens, gestopt als gitarist op de tournees van Stewart. Zijn plaats is overgenomen door Dave Nachmanoff.
In oktober 2008 stond Al Stewart elf keer op het podium in Nederland als promotie voor zijn muziekalbum "Sparks of Ancient Light".
Najaar 2009 verscheen de (voorlopig) laatste cd van Al: "Uncorked - Al Stewart live with Dave Nachmanoff". Daarna bleef Stewart concerten geven. Tijdens het seizoen 2016/2017 gaf hij een aantal concerten met jaren 70-toetsenvirtuoos Gary Wright.

## Discografie

### Albums
| Album met eventuele hitnotering(en) in de Nederlandse Album Top 100 | Datum van verschijnen | Datum van binnenkomst | Hoogste positie | Aantal weken | Opmerkingen             |
| ------------------------------------------------------------------- | --------------------- | --------------------- | --------------- | ------------ | ----------------------- |
| Bedsitter images                                                    | 1967                  |                       |                 |              |                         |
| Love chronicles                                                     | 1969                  |                       |                 |              |                         |
| Zero she flies                                                      | 1970                  |                       |                 |              |                         |
| Orange                                                              | 1972                  |                       |                 |              |                         |
| Past, present and future                                            | 1974                  |                       |                 |              |                         |
| Modern times                                                        | 1975                  |                       |                 |              |                         |
| Year of the cat                                                     | 1976                  | 8-1-1977              | 3               | 33           |                         |
| Time passages                                                       | 1978                  | 30-9-1978             | 19              | 10           |                         |
| 24 P/Carrots                                                        | 1980                  | 30-8-1980             | 24              | 8            |                         |
| Live/Indian summer                                                  | 1981                  |                       |                 |              | livealbum               |
| Russians & Americans                                                | 1984                  |                       |                 |              |                         |
| Last days of the century                                            | 1988                  |                       |                 |              |                         |
| Rhymes in rooms                                                     | 1992                  |                       |                 |              | livealbum               |
| Famous last words                                                   | 1993                  |                       |                 |              |                         |
| Between the wars                                                    | 1995                  |                       |                 |              |                         |
| Down in the cellar                                                  | 2000                  |                       |                 |              |                         |
| Time passages live                                                  | 2002                  |                       |                 |              | livealbum               |
| A beach full of shells                                              | 2005                  |                       |                 |              |                         |
| Sparks of ancient light                                             | 2008                  |                       |                 |              |                         |
| Uncorked                                                            | 2009                  |                       |                 |              | livealbum, eigen beheer |

### Singles
| Single met eventuele hitnotering(en) in de Nederlandse Top 40 | Datum van verschijnen | Datum van binnenkomst | Hoogste positie | Aantal weken | Opmerkingen                  |
| ------------------------------------------------------------- | --------------------- | --------------------- | --------------- | ------------ | ---------------------------- |
| Year of the cat                                               |                       | 19-2-1977             | 6               | 7            | #6 in de Nationale Hitparade |
| On the border                                                 |                       | 23-4-1977             | 5               | 9            | #6 in de Nationale Hitparade |

### NPO Radio 2 Top 2000
| Nummers met noteringen in de NPO Radio 2 Top 2000 | '99 | '00 | '01 | '02 | '03 | '04 | '05 | '06 | '07 | '08 | '09 | '10 | '11 | '12  | '13  | '14  | '15  | '16  | '17  | '18  | '19  | '20  | '21 | '22 | '23 | '24 |
| ------------------------------------------------- | --- | --- | --- | --- | --- | --- | --- | --- | --- | --- | --- | --- | --- | ---- | ---- | ---- | ---- | ---- | ---- | ---- | ---- | ---- | --- | --- | --- | --- |
| On the border                                     | 602 | 320 | 197 | 189 | 298 | 360 | 374 | 435 | 339 | 342 | 859 | 564 | 859 | 1128 | 1354 | 1435 | 1478 | 1529 | 1378 | 1920 | 1709 | 1942 | -   | -   | -   | -   |
| Year of the cat                                   | 71  | 60  | 36  | 55  | 63  | 77  | 83  | 127 | 78  | 79  | 198 | 169 | 241 | 358  | 380  | 414  | 448  | 440  | 415  | 600  | 656  | 678  | 711 | 696 | 689 | 645 |

1. ↑  Een '-' betekent dat het nummer niet was genoteerd en een vetgedrukt getal geeft de hoogste notering van een nummer aan.